# Résultats électoraux de La Peltrie
Les résultats électoraux La Peltrie, depuis la création de la circonscription  en 1980, sont inscrits dans les tableaux ci-dessous.
| Aller aux résultats d'une élection                                                |
| --------------------------------------------------------------------------------- |
| 1981 • 1985 • 1989 • 1994 • 1998 • 2003 • 2007 • 2008 • 2012 • 2014 • 2018 • 2022 |

## Résultats
|                                                                                               | Nom                  | Parti              | Nombre de voix | %      | Maj.  |
| --------------------------------------------------------------------------------------------- | -------------------- | ------------------ | -------------- | ------ | ----- |
|                                                                                               | Éric Caire (sortant) | Coalition avenir   | 19 714         | 44,4 % | 6 423 |
|                                                                                               | Stéphane Lachance    | Conservateur       | 13 291         | 29,9 % | -     |
|                                                                                               | Martin Trudel        | Parti québécois    | 4 415          | 9,9 %  | -     |
|                                                                                               | Lucie Villeneuve     | Québec solidaire   | 3 954          | 8,9 %  | -     |
|                                                                                               | Frédéric Doumalin    | Libéral            | 2 517          | 5,7 %  | -     |
|                                                                                               | Sandra Mara Riedo    | Vert               | 289            | 0,7 %  | -     |
|                                                                                               | Olivier Grondin      | Parti nul          | 151            | 0,3 %  | -     |
|                                                                                               | Alain Fortin         | Climat Québec      | 71             | 0,2 %  | -     |
|                                                                                               | Martin Grand'Maison  | Démocratie directe | 46             | 0,1 %  | -     |
| Total                                                                                         | Total                | Total              | 44 448         | 100 %  |       |
| Le taux de participation lors de l'élection était de 73,7 % et 579 bulletins ont été rejetés. |                      |                    |                |        |       |

|                                                                                               | Nom                    | Parti               | Nombre de voix | %      | Maj.   |
| --------------------------------------------------------------------------------------------- | ---------------------- | ------------------- | -------------- | ------ | ------ |
|                                                                                               | Éric Caire (sortant)   | Coalition avenir    | 23 389         | 57,7 % | 16 660 |
|                                                                                               | Stéphane Lacasse       | Libéral             | 6 729          | 16,6 % | -      |
|                                                                                               | Alexandre Jobin-Lawler | Québec solidaire    | 4 000          | 9,9 %  | -      |
|                                                                                               | Doni Berberi           | Parti québécois     | 3 050          | 7,5 %  | -      |
|                                                                                               | Julie Plamondon        | Conservateur        | 1 926          | 4,8 %  | -      |
|                                                                                               | Sandra Mara Riedo      | Vert                | 700            | 1,7 %  | -      |
|                                                                                               | Kevin Bouchard         | Parti nul           | 305            | 0,8 %  | -      |
|                                                                                               | Yohann Dauphinais      | Citoyens au pouvoir | 266            | 0,7 %  | -      |
|                                                                                               | Josée Mélanie Michaud  | Équipe autonomiste  | 85             | 0,2 %  | -      |
|                                                                                               | Stephen Wright         | Parti 51            | 67             | 0,2 %  | -      |
| Total                                                                                         | Total                  | Total               | 40 517         | 100 %  |        |
| Le taux de participation lors de l'élection était de 70,8 % et 760 bulletins ont été rejetés. |                        |                     |                |        |        |

|                                                                                               | Nom                    | Parti              | Nombre de voix | %      | Maj.  |
| --------------------------------------------------------------------------------------------- | ---------------------- | ------------------ | -------------- | ------ | ----- |
|                                                                                               | Éric Caire (sortant)   | Coalition avenir   | 21 386         | 50,3 % | 7 024 |
|                                                                                               | France Gagnon          | Libéral            | 14 362         | 33,8 % | -     |
|                                                                                               | Paule Desgagnés        | Parti québécois    | 4 281          | 10,1 % | -     |
|                                                                                               | Alexandre Jobin-Lawler | Québec solidaire   | 1 444          | 3,4 %  | -     |
|                                                                                               | Thomas Pouliot         | Conservateur       | 561            | 1,3 %  | -     |
|                                                                                               | Éric Belleau           | Option nationale   | 274            | 0,6 %  | -     |
|                                                                                               | Camille Dion-Garneau   | Équipe autonomiste | 185            | 0,4 %  | -     |
| Total                                                                                         | Total                  | Total              | 42 493         | 100 %  |       |
| Le taux de participation lors de l'élection était de 77,1 % et 473 bulletins ont été rejetés. |                        |                    |                |        |       |

|                                                                                             | Nom                    | Parti              | Nombre de voix | %      | Maj.   |
| ------------------------------------------------------------------------------------------- | ---------------------- | ------------------ | -------------- | ------ | ------ |
|                                                                                             | Éric Caire (sortant)   | Coalition avenir   | 21 871         | 51,9 % | 10 124 |
|                                                                                             | Jean-François Gosselin | Libéral            | 11 747         | 27,9 % | -      |
|                                                                                             | Jean-Luc Jolivet       | Parti québécois    | 6 069          | 14,4 % | -      |
|                                                                                             | Brigitte Hannequin     | Québec solidaire   | 1 069          | 2,5 %  | -      |
|                                                                                             | Alexandre Desmeules    | Option nationale   | 690            | 1,6 %  | -      |
|                                                                                             | Anthony Leclerc        | Indépendant        | 552            | 1,3 %  | -      |
|                                                                                             | Charlotte Cyr          | Équipe autonomiste | 162            | 0,4 %  | -      |
| Total                                                                                       | Total                  | Total              | 42 160         | 100 %  |        |
| Le taux de participation lors de l'élection était de 79 % et 495 bulletins ont été rejetés. |                        |                    |                |        |        |

|                                                                                               | Nom                  | Parti               | Nombre de voix | %      | Maj. |
| --------------------------------------------------------------------------------------------- | -------------------- | ------------------- | -------------- | ------ | ---- |
|                                                                                               | Éric Caire (sortant) | Action démocratique | 13 461         | 39,2 % | 436  |
|                                                                                               | France Hamel         | Libéral             | 13 025         | 37,9 % | -    |
|                                                                                               | France Gagné         | Parti québécois     | 6 988          | 20,3 % | -    |
|                                                                                               | Guillaume Boivin     | Québec solidaire    | 888            | 2,6 %  | -    |
| Total                                                                                         | Total                | Total               | 34 362         | 100 %  |      |
| Le taux de participation lors de l'élection était de 66,6 % et 316 bulletins ont été rejetés. |                      |                     |                |        |      |

Il est à noter que si Éric Caire a été élu sous la bannière de l'ADQ, il en démissionne le 6 novembre 2009 et siège alors comme indépendant.
|                                                                                               | Nom                    | Parti               | Nombre de voix | %      | Maj.  |
| --------------------------------------------------------------------------------------------- | ---------------------- | ------------------- | -------------- | ------ | ----- |
|                                                                                               | Éric Caire             | Action démocratique | 21 055         | 51,1 % | 9 884 |
|                                                                                               | France Hamel (sortant) | Libéral             | 11 171         | 27,1 % | -     |
|                                                                                               | Robert Beauregard      | Parti québécois     | 7 033          | 17,1 % | -     |
|                                                                                               | Priscilla Schafer      | Vert                | 1 203          | 2,9 %  | -     |
|                                                                                               | Guillaume Boivin       | Québec solidaire    | 772            | 1,9 %  | -     |
| Total                                                                                         | Total                  | Total               | 41 234         | 100 %  |       |
| Le taux de participation lors de l'élection était de 78,3 % et 462 bulletins ont été rejetés. |                        |                     |                |        |       |

|                                                                                             | Nom              | Parti               | Nombre de voix | %      | Maj.  |
| ------------------------------------------------------------------------------------------- | ---------------- | ------------------- | -------------- | ------ | ----- |
|                                                                                             | France Hamel     | Libéral             | 16 462         | 41,5 % | 3 041 |
|                                                                                             | Éric Caire       | Action démocratique | 13 421         | 33,8 % | -     |
|                                                                                             | Claude Gendreau  | Parti québécois     | 8 711          | 21,9 % | -     |
|                                                                                             | Dany Hamel       | Indépendant         | 586            | 1,5 %  | -     |
|                                                                                             | Guillaume Boivin | UFP                 | 515            | 1,3 %  | -     |
| Total                                                                                       | Total            | Total               | 39 695         | 100 %  |       |
| Le taux de participation lors de l'élection était de 79 % et 359 bulletins ont été rejetés. |                  |                     |                |        |       |

|                                                                                               | Nom                    | Parti                 | Nombre de voix | %      | Maj.  |
| --------------------------------------------------------------------------------------------- | ---------------------- | --------------------- | -------------- | ------ | ----- |
|                                                                                               | Michel Côté (sortant)  | Parti québécois       | 20 996         | 46,4 % | 4 862 |
|                                                                                               | Pierre-Rolland Mercier | Libéral               | 16 134         | 35,7 % | -     |
|                                                                                               | Jean-François Paquet   | Action démocratique   | 7 382          | 16,3 % | -     |
|                                                                                               | Guillaume Boivin       | Démocratie socialiste | 492            | 1,1 %  | -     |
|                                                                                               | Bruno Paquet           | Loi naturelle         | 206            | 0,5 %  | -     |
| Total                                                                                         | Total                  | Total                 | 45 210         | 100 %  |       |
| Le taux de participation lors de l'élection était de 84,4 % et 451 bulletins ont été rejetés. |                        |                       |                |        |       |

|                                                                                               | Nom             | Parti               | Nombre de voix | %      | Maj.  |
| --------------------------------------------------------------------------------------------- | --------------- | ------------------- | -------------- | ------ | ----- |
|                                                                                               | Michel Côté     | Parti québécois     | 20 475         | 49,3 % | 8 569 |
|                                                                                               | Raymond Bernier | Libéral             | 11 906         | 28,6 % | -     |
|                                                                                               | Richard Domm    | Action démocratique | 6 003          | 14,4 % | -     |
|                                                                                               | Denis Noreau    | Indépendant         | 1 418          | 3,4 %  | -     |
|                                                                                               | Marcel Paquin   | Indépendant         | 742            | 1,8 %  | -     |
|                                                                                               | Mario Valoy     | Indépendant         | 541            | 1,3 %  | -     |
|                                                                                               | Ann Royer       | Loi naturelle       | 475            | 1,1 %  | -     |
| Total                                                                                         | Total           | Total               | 41 560         | 100 %  |       |
| Le taux de participation lors de l'élection était de 85,5 % et 857 bulletins ont été rejetés. |                 |                     |                |        |       |

|                                                                                                 | Nom                       | Parti           | Nombre de voix | %      | Maj.  |
| ----------------------------------------------------------------------------------------------- | ------------------------- | --------------- | -------------- | ------ | ----- |
|                                                                                                 | Lawrence Cannon (sortant) | Libéral         | 20 528         | 52,2 % | 4 278 |
|                                                                                                 | Monique Cloutier          | Parti québécois | 16 250         | 41,3 % | -     |
|                                                                                                 | Claude Pelletier          | NPD Québec      | 2 567          | 6,5 %  | -     |
| Total                                                                                           | Total                     | Total           | 39 345         | 100 %  |       |
| Le taux de participation lors de l'élection était de 80,2 % et 1 155 bulletins ont été rejetés. |                           |                 |                |        |       |

|                                                                                               | Nom                      | Parti               | Nombre de voix | %      | Maj.  |
| --------------------------------------------------------------------------------------------- | ------------------------ | ------------------- | -------------- | ------ | ----- |
|                                                                                               | Lawrence Cannon          | Libéral             | 19 819         | 55,9 % | 6 357 |
|                                                                                               | Pauline Marois (sortant) | Parti québécois     | 13 462         | 38 %   | -     |
|                                                                                               | Denis Jeffrey            | NPD Québec          | 1 968          | 5,6 %  | -     |
|                                                                                               | Gilles Bertand           | Socialisme chrétien | 189            | 0,5 %  | -     |
| Total                                                                                         | Total                    | Total               | 35 438         | 100 %  |       |
| Le taux de participation lors de l'élection était de 82,8 % et 520 bulletins ont été rejetés. |                          |                     |                |        |       |

|                                                                                               | Nom               | Parti           | Nombre de voix | %      | Maj.  |
| --------------------------------------------------------------------------------------------- | ----------------- | --------------- | -------------- | ------ | ----- |
|                                                                                               | Pauline Marois    | Parti québécois | 17 975         | 57,3 % | 5 337 |
|                                                                                               | Jean-Guy Carignan | Libéral         | 12 638         | 40,3 % | -     |
|                                                                                               | Laval Tardif      | Union nationale | 749            | 2,4 %  | -     |
| Total                                                                                         | Total             | Total           | 31 362         | 100 %  |       |
| Le taux de participation lors de l'élection était de 86,8 % et 333 bulletins ont été rejetés. |                   |                 |                |        |       |